# General Ignacio Zaragoza, Durango
General Ignacio Zaragoza är en ort i Mexiko.   Den ligger i kommunen Pánuco de Coronado och delstaten Durango, i den centrala delen av landet, 800 km nordväst om huvudstaden Mexico City. General Ignacio Zaragoza ligger 2 063 meter över havet och antalet invånare är 727.
Terrängen runt General Ignacio Zaragoza är kuperad åt nordost, men åt sydväst är den platt. Runt General Ignacio Zaragoza är det ganska glesbefolkat, med 24 invånare per kvadratkilometer. Närmaste större samhälle är Pánuco de Coronado, 6,0 km norr om General Ignacio Zaragoza. Omgivningarna runt General Ignacio Zaragoza är i huvudsak ett öppet busklandskap.